# Johann Balthasar Kehl
Johann Balthasar Kehl (* 24. August 1725 in Coburg; † 7. April 1778 in Bayreuth) war ein deutscher Komponist, Cellist und Organist.

## Leben
Johann Balthasar Kehl besuchte die Ratsschule in Coburg, er erhielt seine Ausbildung vor allem ab 1742 beim Bayreuther Hofkapellmeister Johann Pfeiffer. 1740 trat er als Cellist und Kammermusiker in den Dienst des Hofes ein. Nach dem Tod der Markgräfin Wilhelmine im Jahr 1758 widmete sich Kehl hauptsächlich der Kirchenmusik. 1760 wurde er städtischer Organist in der Neustädter Kirche in Erlangen. In den Jahren 1759 bis 1764 erschienen vier Bücher mit Choralbearbeitungen nach dem Vorbild protestantischer Choräle, bei denen Kehl barocke Stilelemente verwendete. Kehl war in Erlangen Universitätsorganist, zu seinen Aufgaben gehörte der Orgelunterricht für Theologiestudenten. 1769 wurde er zum Hoforganisten ernannt und 1774 erhielt Kehl die Stelle als Bayreuther Stadtkantor, die er bis zu seinem Tod im Jahr 1778 innehatte.

## Werke (Auswahl)
- Concerto a cembalo concertato C-Dur, mit Streichern, 2 Hörner, Pauke und B.c.
- Concerto a flauto concertato.
- 4 Cembalosonaten (in Œuvres melées (Nürnberg, 1764 und 1765).)
- Sonata a cembalo con violino.
- Präludium zu „Herr Gott, dich loben alle wir“. (Psalm 134 / Lb 150/250/472)
- Freu dich sehr, o meine Seele. (Psalm 42)
- Präludium zu einem Lob- und Dankliede.
- Nun freut euch lieben Christen gmein. (Lb 279)
- Erschienen ist der herrlichen Tag. (Lb 200/209)
- Es ist das Heil uns kommen her. (Lb 344)
- Trauerkantate zum Tode des Markgrafen Friedrich (Erlangen, 1763)
- Ein vollständiger Kirchenjahrgang Kantaten (verschollen)
- Die Pilgrimme auf Golgotha. Musikalisches Drama von Justus Friedrich Wilhelm Zachariae (Digitalisat)
- Die Hirten bei der Krippe zu Bethlehem. Oratorium von Karl Wilhelm Ramler
- Sammlung variirender Choräle. 1-4. (Nürnberg, 1764)